# Jean Shepherd
Jean Shepherd (ur. 26 lipca 1921 w Chicago, zm. 16 października 1999 w Sanibel) − amerykański komik, pisarz, aktor i radiowiec.

## Życiorys
W młodości wykonywał różne prace, m.in. doręczyciela. W czasie II wojny światowej służył w United States Army Signal Corps, a potem studiował na Indiana University, ale nie ukończył edukacji. Po studiach pracował w radiu WSAI w Cincinnati, w 1956 roku rozpoczął pracę w radiu WOR-AM w Nowym Jorku i kontynuował ją przez 21 lat. W następnych latach występował w radiu sporadycznie, pisał książki i grał w sztukach w teatrach na Broadway.
W połowie lat 50. XX wieku zyskał rozgłos walcząc ze sposobem tworzenia listy bestsellerów "The New York Times". W tamtym okresie listę sporządzano nie tylko w oparciu o ilości sprzedanych egzemplarzy, ale też podsumowywano listy zapytań o daną pozycję w największych księgarniach w kraju. W celu ośmieszenia tej metody zaczął zachęcać na antenie do zakupu książki Fredericka R. Ewinga Ja, libertyn, której autor i ona sama w rzeczywistości nie istnieli. Tym sposobem nieistniejąca książka trafiła po kilku tygodniach na listę bestsellerów. Wkrótce potem na spotkaniu z Thedore'em Sturgeonem i wydawcą Ianem Ballantine'em został namówiony do napisania wymyślonej książki. Gotowa powieść trafiła do księgarń 13 września 1956 roku, a całkowity dochód ze sprzedaży został przekazany na cele charytatywne.
Zmarł 16 października 1999 roku w Sanibel.